# Aproximació frustrada

Carta aeronàutica amb informació sobre l'aproximació instrumental a un aeroport. En color vermell, es poden veure les instruccions d'aproximació frustrada.

Un procediment d'aproximació frustrada és una maniobra que realitza un pilot quan una aproximació instrumental no es pot finalitzar en un aterratge. Normalment, el pilot al comandament és l'encarregat de determinar si l'aeronau ha aconseguit l'altura de decisió (en aproximacions de precisió) o el punt d'aproximació frustrada (en aproximacions de no precisió), quan la pista d'aterratge o el seu entorn no estan a la vista o quan no es pot realitzar un aterratge en condicions segures per qualsevol motiu.
En aquest cas, l'aproximació instrumental s'ha d'interrompre per passar immediatament a executar la maniobra d'aproximació frustrada. El procediment d'aproximació frustrat normalment indica una adreça o una ruta a seguir i una altitud a la qual s'ha de pujar, i en general, amb unes instruccions de com mantenir-se a l'espera. El pilot haurà d'informar per ràdio al control de tràfic aeri de l'inici de l'aproximació frustrada tan aviat com li sigui possible. El control de tràfic aeri només pot donar justificant de recepció o modificar les instruccions d'aproximació frustrada, per exemple, donant vectors cap a un punt de referència. Posteriorment el control de tràfic aeri pot donar autorització per a un nou intent d'aproximació al mateix aeroport (tant si es a la mateixa pista d'aterratge, o canviar-ne a una altra) o en canvi, desviar a l'aeronau a un aeroport alternatiu.